# Federball (Zeitschrift)
Der Federball war die erste und einzige offizielle Zeitschriftenpublikation in der Sportart Badminton in der DDR. Er war das offizielle Organ des Deutschen Federball-Verbands (DFV) und wurde monatlich von diesem herausgegeben. Zur Unterscheidung vom Spielgerät Federball und der Sportart Badminton, in der DDR Federball genannt, wurde die Publikation in Fachkreisen als Federballzeitung bezeichnet.

## Geschichte
Die erste Ausgabe erschien im Januar 1960 in einem Umfang von 12 Seiten, was auch den Standardumfang im gesamten Zeitraums des Erscheinens darstellte. Der Preis für eine Ausgabe betrug 0,75 Mark. In den in der DDR größtenteils spielfreien Monaten Juli und August wurden oft zwei Ausgaben zu einer Doppelausgabe zusammengefasst. Die Zeitschrift erschien ausschließlich in schwarz-weiß, lediglich das Titelblatt und einige graphische Elemente wurden farblich umrandet. Oft wurden Ausgaben des Federballs erst mit deutlicher Verzögerung fertiggestellt oder ausgeliefert, so dass es durchaus üblich war, eine Ausgabe erst im zweiten Monat nach dem offiziellen Herausgabedatum zu erhalten. Mit dem Ende von DDR und DFV wurde die Zeitschrift im Dezember 1990 nach 31 Jahrgängen eingestellt, wobei die letzten Ausgaben des Jahres 1990 (5/6 bis 11/12) unter dem neuen Namen Badminton life erschienen.